# إيرل ميتكالف
إيرل ميتكالف (بالإنجليزية: Earl Metcalfe) هو مخرج وممثل أمريكي، ولد في 11 مارس 1889 في نيوبورت في الولايات المتحدة، وتوفي في 26 يناير 1928 في بربانك في الولايات المتحدة.

## وصلات خارجية
- إيرل ميتكالف على موقع IMDb (الإنجليزية)
- إيرل ميتكالف على موقع قاعدة بيانات الفيلم (الإنجليزية)
- إيرل ميتكالف على موقع كينوبويسك (الروسية)